# Doliwiec Leśny
Doliwiec Leśny – wieś w Polsce, w województwie wielkopolskim, w powiecie średzkim, w gminie Zaniemyśl. Według danych z 2011 roku, Doliwiec Leśny miał 28 stałych mieszkańców. 
Do 2023 miejscowość była częścią wsi Jeziory Małe.
W latach 1975–1998 Doliwiec Leśny administracyjnie należał do województwa poznańskiego.
Jest położony nad jeziorem Jeziory Wielkie, w ciągu Jezior Kórnickich, przy drodze z Kórnika do Zaniemyśla.
Na skrzyżowaniu dróg leśnych w pobliżu Doliwca Leśnego, znajduje się dąb szypułkowy „Dziadziuś”, zwany też „Pradziadkiem”, „Królewskim” lub „Piastowskim” nieopodal jeziora Jeziory Małe. Jego obwód wynosił 817 cm (w 2012 roku). Jak wynika z tablicy ścieżki przyrodniczej stworzonej przez Nadleśnictwo „Babki” dąb ten zdobył szóste miejsce w ogólnopolskim konkursie na najgrubsze drzewo Lasów Państwowych u progu XXI wieku. W myśl lokalnej legendy, w 1331 roku, odbyła się tu narada wojenna króla Władysława Łokietka, przed bitwą z Krzyżakami, która miała mieć miejsce pod koniec lipca 1331 roku pod Niezamyślem. Poznańscy archeolodzy znaleźli w 2010 r. szablę z inicjałami PW.